# Parveen Shakir
Pour les articles homonymes, voir Shakir.
Parveen Shakir (en ourdou : پروین شاکر), née le 24 novembre 1952 à Karachi (Pakistan) et morte le 26 décembre 1994 à Islamabad (Pakistan), est une poétesse pakistanaise de langue ourdou, qui fut aussi enseignante avant de devenir fonctionnaire du Gouvernement du Pakistan (en).

## Biographie
Née en 1952 à Karachi, Parveen Shakir effectue des études supérieures : en littératureanglaie, en linguistiqueet en administration bancaire. Elle est titulaire d'un doctorat.
Parveen Shakir publie son premier  revueil de poésie à 24 ans, en 1976. L'accueil  est très favorable. Elle reçoit l'une des plus hautes distinctions du Pakistan, la Pride of Performance, pour sa contribution exceptionnelle à la littérature. Elle publie ensuite d'autres volumes de poésie, dont Sad-barg en 1980, et Khud Kalāmi (Soliloque) et Inkār (refus) en 1990. Ces recueils de poésie sont rassemblés dans Māh-e-Tamām (Pleine lune). Elle écrit aussi de la prose en plus de la poésie, rédige des chroniques dans des journaux ourdous et quelques articles dans des quotidiens anglais.
Elle exerce plusieurs métiers, en plus de se consacrer à l'écriture. Après avoir enseigné pendant neuf ans, elle entre dans la fonction publique pakistanaise et travaille au département des douanes. En 1986, elle est nommée deuxième secrétaire du Central Board of Revenue (aujourd'hui Federal Board of Revenue) à Islamabad, au Pakistan. Elle meurt à Islamabad en 1994, âgée de 42 ans.